# Burići (Pljevlja)
Pour les articles homonymes, voir Burići.
Burići (en serbe cyrillique : Бурићи) est un village du nord du Monténégro, dans la municipalité de Pljevlja.

## Démographie

### Évolution historique de la population
| 1948 | 1953 | 1961 | 1971 | 1981 | 1991 | 2003 |
| ---- | ---- | ---- | ---- | ---- | ---- | ---- |
| 124  | 149  | 128  | 116  | 105  | 33   | 1    |